# Buljak (Baltacsevói járás)
Buljak (orosz betűkkel: Буляк, baskír nyelven: Бүләк) falu Oroszországban, a Baskír Köztársaságban, a Baltacsevói járásban.

## Népesség
- 2002-ben 32 lakosa volt, melynek 53%-a tatár, 44%-a baskír.
- 2010-ben 20 lakosa volt.